# Піранья (фільм, 1978)
«Піранья» або «Піраньї» (англ. Piranha) — американський комедійний фільм жахів 1978 року, знятий Джо Данте за сценарієм Джона Сейлза. У фільмі зіграли Бредфорд Діллман, Хізер Мензіс, Кевін Маккарті, Кінан Вінн і Дік Міллер.

## Акторський склад
| Актор              | Роль               |
| ------------------ | ------------------ |
| Бредфорд Діллман   | Пол Ґроґан         |
| Хізер Мензіс       | Меґґі Маккоун      |
| Кевін Маккарті     | доктор Роберт Хоак |
| Кінан Вінн         | Джек               |
| Дік Міллер         | Бак Гарднер        |
| Барбара Стіл       | доктор Менґерс     |
| Брюс Гордон        | полковник Ваксман  |
| Мелоді Томас Скотт | Бетсі              |

## Сюжет
Двоє підлітків знаходять покинуту військову базу і  купаються голяка в басейні, але на них нападають і вбивають невідомі істоти.
Через деякий час рішуча, але розсіяна скіптрейсерка Меґґі Маккоун відправляється на пошуки зниклих підлітків біля озера Лост-Рівер і наймає похмурого п'яничку Пола Ґроґана, щоб той її супроводжував. Вони виявляють приміщення і знаходять всередині химерні зразки у банках та сліди присутності людини. Знайшовши дренажний вентиль неподалік басейну, Меґґі відкручує його, щоб обстежити дно басейну, але заходить виснажений чоловік і намагається зупинити її, доки Пол не вирубає його. Вони знаходять скелет у фільтрі й дізнаються, що басейн був наповнений солоною водою. Чоловік прокидається і викрадає їхній джип, але через дезорієнтацію потрапляє в аварію, і його відвозять до будинку Пола. Наступного дня, коли вони їдуть вниз по річці, незнайомець розповідає їм, що басейн був заповнений зграєю піраній, і Меґґі випустила їх у річку. Вони з Полом ставляться до цього скептично, аж поки не натрапляють на труп Джека, друга Пола.
Незнайомець, якого Пол та Меґґі зустріли по дорозі, представляється доктором Робертом Хоаком, провідним науковцем проєкту часів В'єтнамської війни під назвою «Операція: Зуби бритви». Проект передбачав генетичну інженерію піраньї звичайної, щоб створити особливо ненажерливий вид, здатний переносити холодні води північно-в'єтнамських річок, за допомогою якого загальмувати просування В’єтконгу. Проєкт було скасовано після закінчення війни, але мутовані екземпляри вижили, і Хоак доглядав за ними, щоб зберегти результат своєї роботи. Пол розуміє, що якщо відкрити місцеву греблю, то піраньї отримають доступ до курорту Лост-Рівер і прилеглого літнього табору. Дорогою трійця рятує хлопчика, чий батько був убитий піраньями, але Хоака вбивають мутанти, перш ніж він встигає розповісти, як їх зупинити, і ті, хто вижив, ледь встигають дістатися берега. Ґроґан успішно зупиняє служителя греблі, щоб той не відкрив водоскид та викликає військових.
Військова команда на чолі з полковником Ваксманом і колишньою науковицею «Зубів бритви» доктором Менґерс розливає отруту вище за течією, ігноруючи протести. Коли Пол знаходить притоку в обхід дамби, Ваксман і Менґерс поміщають його та Меґґі в карантин, щоб вони не змогли попередити ЗМІ. Парі вдається втекти, але Ваксман сповіщає правоохоронців, щоб ті схопили їх, поки піраньї нападають на літній табір, травмуючи дітей і вбиваючи вожату табору Бетсі.
Ваксман і Менґерс прибувають на курорт, щоб перехопити Пола і Меґґі, але піраньї атакують і вбивають Ваксмана і багатьох відпочиваючих. З наміром не дати піраньям дістатися океану і поширитися по всьому світу, Пол і Меґґі захоплюють швидкісний катер і мчать до зачиненого металургійного заводу в надії, що зможуть використати його промислові відходи для знищення мутантів. Вони прибувають на завод раніше за піраній, але диспетчерська затоплена, і Пол змушений спускатися під воду з рятувальною мотузкою. Незважаючи на напад піраньї, він відкриває клапани, і Меґґі витягує його в безпечне місце. Пара повертається на курорт, де Пол впадає в кататонічний стан. Під час телевізійного інтерв'ю Менґерс розповідає змінену версію подій, значно применшуючи факт потенційної загрози та ставлячи під сумнів існування мутованих піраній.

## Виробництво
Спочатку фільм мав бюджет 900 000 доларів, але за кілька днів до зйомок Роджер Корман скоротив бюджет на 200 000 доларів, щоб надати додаткові ресурси для «Лавини». Оскільки Корман був повністю зайнятий «Лавиною», він не відвідував знімальний майданчик і навіть не знав, хто знімається у фільмі, поки не побачив фінальний монтаж. За чотири тижні Філ Тіппетт виготовив 76 гумових піраній і 4 з металевими зубами для знімання великим планом, а Кріс Валас і Роб Шорт виготовили протези кінцівок, які розривають піраньї. Оскільки продюсер Джон Девісон був прихильником стоп-моушн анімації, він хотів використати цю техніку для «Піраній», але це було неможливо з огляду на бюджет фільму. Як розраду Тіппетт включив у фільм стоп-кадр, де істота, візуально натхненна Іміром, причаїлася в лабораторії доктора Хоука, яка мала повернутися у кінцівці, де виростала до гігантських розмірів і загрозливо дивилася на пляж Санта-Моніки, але від цього фіналу врешті-решт відмовилися.

## Випуск
Фільм вийшов у кінотеатрах в США у серпні 1978 року. Через те, що близький за тоном фільм «Щелепи 2» також виходив влітку 1978, Universal Pictures розглядала можливість судової заборони, але Спілберг переконав їх у протилежному.
У 2004 році компанія New Concorde Home Entertainment випустила фільм на DVD.
У 2010 році, як прив’язка до випуску ремейку Shout! Factory перевипустила «Піранью» на DVD та Blu-ray.